# Copa Mercosur 2000
La Copa Mercosur 2000 fue la tercera edición del torneo de clubes de la región meridional de América del Sur, organizado por la Confederación Sudamericana de Fútbol, en la que participaron equipos de cinco países: Argentina, Brasil, Chile, Paraguay y Uruguay.
Vio campeón a Vasco da Gama de Brasil, que alcanzó su primer título en el certamen tras vencer en el partido desempate de la final a Palmeiras con una remontada histórica, después de irse al entretiempo con una derrota parcial de 0:3 y convirtiendo cuatro goles en la segunda mitad, el último de ellos en el tercer minuto de adición.

## Formato
Los 20 participantes fueron divididos en cinco grupos de 4 equipos, donde cada uno enfrentó a sus rivales de zona bajo un sistema de liguilla a doble rueda, ida y vuelta. Los equipos ubicados en el primer puesto de cada grupo y los tres mejores segundos accedieron a los cuartos de final, donde entró en juego el sistema de eliminación directa. Hasta las semifinales inclusive, ante la igualdad de puntos, obtenía la clasificación el equipo con mejor diferencia de goles; de persistir el empate, se efectuaron tiros desde el punto penal. En la final, en caso de que los dos equipos tuvieran la misma cantidad de puntos luego de los dos primeros partidos, se disputaría un encuentro desempate para definir al campeón.
|                             |                             | Equipos que entran en esta fase                                                                      | Equipos que provienen de la fase anterior                                           |
| --------------------------- | --------------------------- | --- | ----------------------------------------------------------------------------------- |
| Fase de grupos (20 equipos) | Fase de grupos (20 equipos) | - 7 equipos de Brasil - 6 equipos de Argentina - 3 equipos de Chile - 2 equipo de Paraguay y Uruguay |                                                                                     |
| Fases finales (8 equipos)   | Fases finales (8 equipos)   | | - 5 equipos primeros de la Fase de grupos - 3 equipos segundos de la Fase de grupos |

## Equipos participantes
Todos los equipos participaron en calidad de invitados. En cursiva los equipos debutantes en el torneo.
| País                      | Equipo                                                                             |
| ------------------------- | ---------------------------------------------------------------------------------- |
| Argentina 6 participantes | Boca Juniors Independiente River Plate Rosario Central San Lorenzo Vélez Sarsfield |
| Brasil 7 participantes    | Atlético Mineiro Corinthians Cruzeiro Flamengo Palmeiras São Paulo Vasco da Gama   |
| Chile 3 participantes     | Colo-Colo Universidad Católica Universidad de Chile                                |
| Paraguay 2 participantes  | Cerro Porteño Olimpia                                                              |
| Uruguay 2 participantes   | Nacional Peñarol                                                                   |

### Distribución geográfica de los equipos
Distribución geográfica de las sedes de los equipos participantes:

## Fase de grupos

### Grupo A
| Equipo               | Pts. | PJ | PG | PE | PP | GF | GC | DG  |
| -------------------- | ---- | -- | -- | -- | -- | -- | -- | --- |
| River Plate          | 14   | 6  | 4  | 2  | 0  | 10 | 5  | 5   |
| Flamengo             | 11   | 6  | 3  | 2  | 1  | 10 | 3  | 7   |
| Vélez Sarsfield      | 6    | 6  | 1  | 3  | 2  | 7  | 8  | –1  |
| Universidad de Chile | 1    | 6  | 0  | 1  | 5  | 4  | 15 | –11 |

| \| Fecha \| Lugar \| Local \| Resultado \| Visitante \| \| ---------------- \| -------------- \| -------------------- \| --------- \| -------------------- \| \| 1 de agosto \| Buenos Aires \| River Plate \| 2:1 \| Vélez Sarsfield \| \| 22 de agosto \| Río de Janeiro \| Flamengo \| 1:2 \| River Plate \| \| 29 de agosto \| Buenos Aires \| Vélez Sarsfield \| 3:1 \| Universidad de Chile \| \| 6 de septiembre \| Santiago \| Universidad de Chile \| 0:4 \| Flamengo \| \| 12 de septiembre \| Santiago \| Universidad de Chile \| 2:3 \| River Plate \| \| 12 de septiembre \| Buenos Aires \| Vélez Sarsfield \| 1:1 \| Flamengo \| \| 19 de septiembre \| Río de Janeiro \| Flamengo \| 2:0 \| Universidad de Chile \| \| 20 de septiembre \| Buenos Aires \| Vélez Sarsfield \| 1:1 \| River Plate \| \| 26 de septiembre \| Santiago \| Universidad de Chile \| 1:1 \| Vélez Sarsfield \| \| 26 de septiembre \| Buenos Aires \| River Plate \| 0:0 \| Flamengo \| \| 24 de octubre \| Buenos Aires \| River Plate \| 2:0 \| Universidad de Chile \| \| 24 de octubre \| Río de Janeiro \| Flamengo \| 2:0 \| Vélez Sarsfield \| |                |                      |           |                      |
| Fecha | Lugar          | Local                | Resultado | Visitante            |
| 1 de agosto | Buenos Aires   | River Plate          | 2:1       | Vélez Sarsfield      |
| 22 de agosto | Río de Janeiro | Flamengo             | 1:2       | River Plate          |
| 29 de agosto | Buenos Aires   | Vélez Sarsfield      | 3:1       | Universidad de Chile |
| 6 de septiembre | Santiago       | Universidad de Chile | 0:4       | Flamengo             |
| 12 de septiembre | Santiago       | Universidad de Chile | 2:3       | River Plate          |
| 12 de septiembre | Buenos Aires   | Vélez Sarsfield      | 1:1       | Flamengo             |
| 19 de septiembre | Río de Janeiro | Flamengo             | 2:0       | Universidad de Chile |
| 20 de septiembre | Buenos Aires   | Vélez Sarsfield      | 1:1       | River Plate          |
| 26 de septiembre | Santiago       | Universidad de Chile | 1:1       | Vélez Sarsfield      |
| 26 de septiembre | Buenos Aires   | River Plate          | 0:0       | Flamengo             |
| 24 de octubre | Buenos Aires   | River Plate          | 2:0       | Universidad de Chile |
| 24 de octubre | Río de Janeiro | Flamengo             | 2:0       | Vélez Sarsfield      |

### Grupo B
| Equipo               | Pts. | PJ | PG | PE | PP | GF | GC | DG  |
| -------------------- | ---- | -- | -- | -- | -- | -- | -- | --- |
| Cruzeiro             | 13   | 6  | 4  | 1  | 1  | 12 | 4  | 8   |
| Palmeiras            | 11   | 6  | 3  | 2  | 1  | 8  | 5  | 3   |
| Independiente        | 7    | 6  | 2  | 1  | 3  | 9  | 10 | –1  |
| Universidad Católica | 2    | 6  | 0  | 2  | 4  | 7  | 17 | –10 |

| \| Fecha \| Lugar \| Local \| Resultado \| Visitante \| \| ---------------- \| -------------- \| -------------------- \| --------- \| -------------------- \| \| 8 de agosto \| Belo Horizonte \| Cruzeiro \| 3:0 \| Independiente \| \| 22 de agosto \| São Paulo \| Palmeiras \| 1:1 \| Universidad Católica \| \| 29 de agosto \| Santiago \| Universidad Católica \| 2:3 \| Cruzeiro \| \| 30 de agosto \| Avellaneda \| Independiente \| 1:2 \| Palmeiras \| \| 7 de septiembre \| São Paulo \| Palmeiras \| 0:2 \| Cruzeiro \| \| 14 de septiembre \| Avellaneda \| Independiente \| 3:0 \| Universidad Católica \| \| 19 de septiembre \| Avellaneda \| Independiente \| 2:0 \| Cruzeiro \| \| 20 de septiembre \| Santiago \| Universidad Católica \| 1:3 \| Palmeiras \| \| 27 de septiembre \| São Paulo \| Palmeiras \| 2:0 \| Independiente \| \| 28 de septiembre \| Belo Horizonte \| Cruzeiro \| 4:0 \| Universidad Católica \| \| 25 de octubre \| Santiago \| Universidad Católica \| 3:3 \| Independiente \| \| 25 de octubre \| Belo Horizonte \| Cruzeiro \| 0:0 \| Palmeiras \| |                |                      |           |                      |
| Fecha | Lugar          | Local                | Resultado | Visitante            |
| 8 de agosto | Belo Horizonte | Cruzeiro             | 3:0       | Independiente        |
| 22 de agosto | São Paulo      | Palmeiras            | 1:1       | Universidad Católica |
| 29 de agosto | Santiago       | Universidad Católica | 2:3       | Cruzeiro             |
| 30 de agosto | Avellaneda     | Independiente        | 1:2       | Palmeiras            |
| 7 de septiembre | São Paulo      | Palmeiras            | 0:2       | Cruzeiro             |
| 14 de septiembre | Avellaneda     | Independiente        | 3:0       | Universidad Católica |
| 19 de septiembre | Avellaneda     | Independiente        | 2:0       | Cruzeiro             |
| 20 de septiembre | Santiago       | Universidad Católica | 1:3       | Palmeiras            |
| 27 de septiembre | São Paulo      | Palmeiras            | 2:0       | Independiente        |
| 28 de septiembre | Belo Horizonte | Cruzeiro             | 4:0       | Universidad Católica |
| 25 de octubre | Santiago       | Universidad Católica | 3:3       | Independiente        |
| 25 de octubre | Belo Horizonte | Cruzeiro             | 0:0       | Palmeiras            |

### Grupo C
| Equipo          | Pts. | PJ | PG | PE | PP | GF | GC | DG |
| --------------- | ---- | -- | -- | -- | -- | -- | -- | -- |
| Rosario Central | 13   | 6  | 4  | 1  | 1  | 9  | 4  | 5  |
| São Paulo       | 7    | 6  | 2  | 1  | 3  | 13 | 13 | 0  |
| Cerro Porteño   | 7    | 6  | 2  | 1  | 3  | 13 | 15 | –2 |
| Colo-Colo       | 7    | 6  | 2  | 1  | 3  | 6  | 9  | –3 |

| \| Fecha \| Lugar \| Local \| Resultado \| Visitante \| \| ---------------- \| --------- \| --------------- \| --------- \| --------------- \| \| 3 de agosto \| Santiago \| Colo-Colo \| 3:1 \| São Paulo \| \| 10 de agosto \| Rosario \| Rosario Central \| 2:1 \| Cerro Porteño \| \| 22 de agosto \| Asunción \| Cerro Porteño \| 2:1 \| Colo-Colo \| \| 23 de agosto \| São Paulo \| São Paulo \| 1:0 \| Rosario Central \| \| 30 de agosto \| Asunción \| Cerro Porteño \| 4:2 \| São Paulo \| \| 31 de agosto \| Santiago \| Colo-Colo \| 0:1 \| Rosario Central \| \| 6 de septiembre \| São Paulo \| São Paulo \| 4:0 \| Colo-Colo \| \| 14 de septiembre \| Asunción \| Cerro Porteño \| 1:4 \| Rosario Central \| \| 21 de septiembre \| Santiago \| Colo-Colo \| 2:1 \| Cerro Porteño \| \| 21 de septiembre \| Rosario \| Rosario Central \| 2:1 \| São Paulo \| \| 19 de octubre \| Rosario \| Rosario Central \| 0:0 \| Colo-Colo \| \| 19 de octubre \| São Paulo \| São Paulo \| 4:4 \| Cerro Porteño \| |           |                 |           |                 |
| Fecha | Lugar     | Local           | Resultado | Visitante       |
| 3 de agosto | Santiago  | Colo-Colo       | 3:1       | São Paulo       |
| 10 de agosto | Rosario   | Rosario Central | 2:1       | Cerro Porteño   |
| 22 de agosto | Asunción  | Cerro Porteño   | 2:1       | Colo-Colo       |
| 23 de agosto | São Paulo | São Paulo       | 1:0       | Rosario Central |
| 30 de agosto | Asunción  | Cerro Porteño   | 4:2       | São Paulo       |
| 31 de agosto | Santiago  | Colo-Colo       | 0:1       | Rosario Central |
| 6 de septiembre | São Paulo | São Paulo       | 4:0       | Colo-Colo       |
| 14 de septiembre | Asunción  | Cerro Porteño   | 1:4       | Rosario Central |
| 21 de septiembre | Santiago  | Colo-Colo       | 2:1       | Cerro Porteño   |
| 21 de septiembre | Rosario   | Rosario Central | 2:1       | São Paulo       |
| 19 de octubre | Rosario   | Rosario Central | 0:0       | Colo-Colo       |
| 19 de octubre | São Paulo | São Paulo       | 4:4       | Cerro Porteño   |

### Grupo D
| Equipo       | Pts. | PJ | PG | PE | PP | GF | GC | DG |
| ------------ | ---- | -- | -- | -- | -- | -- | -- | -- |
| Boca Juniors | 12   | 6  | 3  | 3  | 0  | 15 | 8  | 7  |
| Nacional     | 9    | 6  | 2  | 3  | 1  | 11 | 10 | 1  |
| Olimpia      | 9    | 6  | 3  | 0  | 3  | 11 | 13 | –2 |
| Corinthians  | 2    | 6  | 0  | 2  | 4  | 7  | 13 | –6 |

| \| Fecha \| Lugar \| Local \| Resultado \| Visitante \| \| ---------------- \| ------------ \| ------------ \| --------- \| ------------ \| \| 2 de agosto \| Asunción \| Olimpia \| 0:1 \| Boca Juniors \| \| 2 de agosto \| São Paulo \| Corinthians \| 1:2 \| Nacional \| \| 9 de agosto \| Montevideo \| Nacional \| 1:0 \| Olimpia \| \| 9 de agosto \| Buenos Aires \| Boca Juniors \| 3:0 \| Corinthians \| \| 23 de agosto \| São Paulo \| Corinthians \| 1:2 \| Olimpia \| \| 29 de agosto \| Buenos Aires \| Boca Juniors \| 1:1 \| Nacional \| \| 13 de septiembre \| Montevideo \| Nacional \| 1:1 \| Corinthians \| \| 13 de septiembre \| Buenos Aires \| Boca Juniors \| 5:2 \| Olimpia \| \| 19 de septiembre \| São Paulo \| Corinthians \| 2:2 \| Boca Juniors \| \| 20 de septiembre \| Asunción \| Olimpia \| 4:3 \| Nacional \| \| 18 de octubre \| Asunción \| Olimpia \| 3:2 \| Corinthians \| \| 18 de octubre \| Montevideo \| Nacional \| 3:3 \| Boca Juniors \| |              |              |           |              |
| Fecha | Lugar        | Local        | Resultado | Visitante    |
| 2 de agosto | Asunción     | Olimpia      | 0:1       | Boca Juniors |
| 2 de agosto | São Paulo    | Corinthians  | 1:2       | Nacional     |
| 9 de agosto | Montevideo   | Nacional     | 1:0       | Olimpia      |
| 9 de agosto | Buenos Aires | Boca Juniors | 3:0       | Corinthians  |
| 23 de agosto | São Paulo    | Corinthians  | 1:2       | Olimpia      |
| 29 de agosto | Buenos Aires | Boca Juniors | 1:1       | Nacional     |
| 13 de septiembre | Montevideo   | Nacional     | 1:1       | Corinthians  |
| 13 de septiembre | Buenos Aires | Boca Juniors | 5:2       | Olimpia      |
| 19 de septiembre | São Paulo    | Corinthians  | 2:2       | Boca Juniors |
| 20 de septiembre | Asunción     | Olimpia      | 4:3       | Nacional     |
| 18 de octubre | Asunción     | Olimpia      | 3:2       | Corinthians  |
| 18 de octubre | Montevideo   | Nacional     | 3:3       | Boca Juniors |

### Grupo E
| Equipo           | Pts. | PJ | PG | PE | PP | GF | GC | DG |
| ---------------- | ---- | -- | -- | -- | -- | -- | -- | -- |
| Atlético Mineiro | 13   | 6  | 4  | 1  | 1  | 13 | 10 | 3  |
| Vasco da Gama    | 10   | 6  | 3  | 1  | 2  | 11 | 7  | 4  |
| Peñarol          | 8    | 6  | 2  | 2  | 2  | 11 | 11 | 0  |
| San Lorenzo      | 3    | 6  | 1  | 0  | 5  | 8  | 15 | –7 |

| \| Fecha \| Lugar \| Local \| Resultado \| Visitante \| \| ---------------- \| -------------- \| ---------------- \| --------- \| ---------------- \| \| 1 de agosto \| Montevideo \| Peñarol \| 4:3 \| Vasco da Gama \| \| 3 de agosto \| Buenos Aires \| San Lorenzo \| 3:4 \| Atlético Mineiro \| \| 23 de agosto \| Belo Horizonte \| Atlético Mineiro \| 2:1 \| Peñarol \| \| 24 de agosto \| Río de Janeiro \| Vasco da Gama \| 3:0 \| San Lorenzo \| \| 31 de agosto \| Montevideo \| Peñarol \| 3:2 \| San Lorenzo \| \| 31 de agosto \| Belo Horizonte \| Atlético Mineiro \| 2:0 \| Vasco da Gama \| \| 7 de septiembre \| Río de Janeiro \| Vasco da Gama \| 1:1 \| Peñarol \| \| 13 de septiembre \| Belo Horizonte \| Atlético Mineiro \| 3:2 \| San Lorenzo \| \| 27 de septiembre \| Montevideo \| Peñarol \| 2:2 \| Atlético Mineiro \| \| 28 de septiembre \| Buenos Aires \| San Lorenzo \| 0:2 \| Vasco da Gama \| \| 18 de octubre \| Buenos Aires \| San Lorenzo \| 1:0 \| Peñarol \| \| 18 de octubre \| Río de Janeiro \| Vasco da Gama \| 2:0 \| Atlético Mineiro \| |                |                  |           |                  |
| Fecha | Lugar          | Local            | Resultado | Visitante        |
| 1 de agosto | Montevideo     | Peñarol          | 4:3       | Vasco da Gama    |
| 3 de agosto | Buenos Aires   | San Lorenzo      | 3:4       | Atlético Mineiro |
| 23 de agosto | Belo Horizonte | Atlético Mineiro | 2:1       | Peñarol          |
| 24 de agosto | Río de Janeiro | Vasco da Gama    | 3:0       | San Lorenzo      |
| 31 de agosto | Montevideo     | Peñarol          | 3:2       | San Lorenzo      |
| 31 de agosto | Belo Horizonte | Atlético Mineiro | 2:0       | Vasco da Gama    |
| 7 de septiembre | Río de Janeiro | Vasco da Gama    | 1:1       | Peñarol          |
| 13 de septiembre | Belo Horizonte | Atlético Mineiro | 3:2       | San Lorenzo      |
| 27 de septiembre | Montevideo     | Peñarol          | 2:2       | Atlético Mineiro |
| 28 de septiembre | Buenos Aires   | San Lorenzo      | 0:2       | Vasco da Gama    |
| 18 de octubre | Buenos Aires   | San Lorenzo      | 1:0       | Peñarol          |
| 18 de octubre | Río de Janeiro | Vasco da Gama    | 2:0       | Atlético Mineiro |

### Tabla de segundos puestos
Los tres equipos mejor ubicados en esta tabla accedieron a los cuartos de final, junto con los cinco primeros.
| Equipo        | Gr. | Pts. | PJ | PG | PE | PP | GF | GC | DG |
| ------------- | --- | ---- | -- | -- | -- | -- | -- | -- | -- |
| Flamengo      | A   | 11   | 6  | 3  | 2  | 1  | 10 | 3  | 7  |
| Palmeiras     | B   | 11   | 6  | 3  | 2  | 1  | 8  | 5  | 3  |
| Vasco da Gama | E   | 10   | 6  | 3  | 1  | 2  | 11 | 7  | 4  |
| Nacional      | D   | 9    | 6  | 2  | 3  | 1  | 11 | 10 | 1  |
| São Paulo     | C   | 7    | 6  | 2  | 1  | 3  | 13 | 13 | 0  |

## Fases finales

### Cuadro de desarrollo
|  | Cuartos de final                | Cuartos de final                | Cuartos de final                | Cuartos de final                |   |                  | Semifinales           | Semifinales           | Semifinales           | Semifinales           |  |           | Final                   | Final                   | Final                   | Final                   | Final                   |  |
|  | 31 de octubre al 8 de noviembre | 31 de octubre al 8 de noviembre | 31 de octubre al 8 de noviembre | 31 de octubre al 8 de noviembre |   |                  | 22 al 30 de noviembre | 22 al 30 de noviembre | 22 al 30 de noviembre | 22 al 30 de noviembre |  |           | 6, 13 y 20 de diciembre | 6, 13 y 20 de diciembre | 6, 13 y 20 de diciembre | 6, 13 y 20 de diciembre | 6, 13 y 20 de diciembre |  |
|  |                                 |                                 |                                 |                                 |   |                  |                       |                       |                       |                       |  |           |                         |                         |                         |                         |                         |  |
|  |                                 |                                 |                                 |                                 |   |                  |                       |                       |                       |                       |  |           |                         |                         |                         |                         |                         |  |
|  | Boca Juniors                    | 0                               | 2                               | 2                               |   |                  |                       |                       |                       |                       |  |           |                         |                         |                         |                         |                         |  |
|  | Boca Juniors                    | 0                               | 2                               | 2                               |   |                  |                       |                       |                       |                       |  |           |                         |                         |                         |                         |                         |  |
|  | Atlético Mineiro                | 2                               | 2                               | 4                               |   |                  |                       |                       |                       |                       |  |           |                         |                         |                         |                         |                         |  |
|  | Atlético Mineiro                | 2                               | 2                               | 4                               |   | Atlético Mineiro | 1                     | 0                     | 1                     |                       |  |           |                         |                         |                         |                         |                         |  |
|  |                                 |                                 |                                 |                                 |   | Atlético Mineiro | 1                     | 0                     | 1                     |                       |  |           |                         |                         |                         |                         |                         |  |
|  |                                 |                                 | Palmeiras                       | 4                               | 2 | 6                |                       |                       |                       |                       |  |           |                         |                         |                         |                         |                         |  |
|  | Cruzeiro                        | 2                               | Palmeiras                       | 4                               | 2 | 6                | 1                     | 3                     |                       |                       |  |           |                         |                         |                         |                         |                         |  |
|  | Cruzeiro                        | 2                               |                                 |                                 |   |                  |                       |                       |                       |                       |  |           |                         |                         |                         |                         |                         |  |
|  | Palmeiras                       | 3                               | 2                               | 5                               |   |                  |                       |                       |                       |                       |  |           |                         |                         |                         |                         |                         |  |
|  | Palmeiras                       | 3                               | 2                               | 5                               |   |                  |                       |                       |                       |                       |  | Palmeiras | 0                       | 1                       | 3                       | 4                       |                         |  |
|  |                                 |                                 |                                 |                                 |   |                  |                       |                       |                       |                       |  | Palmeiras | 0                       | 1                       | 3                       | 4                       |                         |  |
|  |                                 |                                 | Vasco da Gama                   | 2                               | 0 | 4                | 6                     |                       |                       |                       |  |           |                         |                         |                         |                         |                         |  |
|  | Rosario Central                 | 0                               | Vasco da Gama                   | 2                               | 0 | 4                | 6                     | 1                     | 1 (4)                 |                       |  |           |                         |                         |                         |                         |                         |  |
|  | Rosario Central                 | 0                               |                                 |                                 |   |                  |                       |                       | 1 (4)                 |                       |  |           |                         |                         |                         |                         |                         |  |
|  | Vasco da Gama (p.)              | 1                               | 0                               | 1 (5)                           |   |                  |                       |                       |                       |                       |  |           |                         |                         |                         |                         |                         |  |
|  | Vasco da Gama (p.)              | 1                               | 0                               | 1 (5)                           |   | Vasco da Gama    | 4                     | 1                     | 5                     |                       |  |           |                         |                         |                         |                         |                         |  |
|  |                                 |                                 |                                 |                                 |   | Vasco da Gama    | 4                     | 1                     | 5                     |                       |  |           |                         |                         |                         |                         |                         |  |
|  |                                 |                                 | River Plate                     | 1                               | 0 | 1                |                       |                       |                       |                       |  |           |                         |                         |                         |                         |                         |  |
|  | River Plate                     | 2                               | River Plate                     | 1                               | 0 | 1                | 4                     | 6                     |                       |                       |  |           |                         |                         |                         |                         |                         |  |
|  | River Plate                     | 2                               |                                 |                                 |   |                  |                       |                       |                       |                       |  |           |                         |                         |                         |                         |                         |  |
|  | Flamengo                        | 1                               | 3                               | 4                               |   |                  |                       |                       |                       |                       |  |           |                         |                         |                         |                         |                         |  |
|  | Flamengo                        | 1                               | 3                               | 4                               |   |                  |                       |                       |                       |                       |  |           |                         |                         |                         |                         |                         |  |
|  |                                 |                                 |                                 |                                 |   |                  |                       |                       |                       |                       |  |           |                         |                         |                         |                         |                         |  |

- Nota: En cada llave, el equipo que ocupa la primera línea es el que definió la serie como local.

### Cuartos de final
| 1 de noviembre de 2000 | Atlético Mineiro         | 2:0 (1:0) | Boca Juniors | Estadio Mineirão, Belo Horizonte                          |                                                           |
|                        | Marques 45' · Capria 81' |           |              | Asistencia: 15 400 espectadores Árbitro(s): Ubaldo Aquino | Asistencia: 15 400 espectadores Árbitro(s): Ubaldo Aquino |

| 7 de noviembre de 2000 | Boca Juniors     | 2:2 (2:1) | Atlético Mineiro       | Estadio La Bombonera, Buenos Aires                     |                                                        |
|                        | Barijho 10', 42' |           | Caçapa 38' · André 90' | Asistencia: 12 000 espectadores Árbitro(s): Guido Aros | Asistencia: 12 000 espectadores Árbitro(s): Guido Aros |

| 1 de noviembre de 2000 | Palmeiras                          | 3:2 (2:0) | Cruzeiro                 | Estadio Palestra Itália, São Paulo |                             |
|                        | Juninho 1' · Tuta 37' · Magrão 67' |           | Geovanni 72' · Sorín 79' | Árbitro(s): Antônio Pereira        | Árbitro(s): Antônio Pereira |

| 8 de noviembre de 2000 | Cruzeiro                   | 1:2 (0:1) | Palmeiras                     | Estadio Mineirão, Belo Horizonte                         |                                                          |
|                        | Sérgio Manoel 90+3' (pen.) |           | Galeano 15' · Arce 89' (pen.) | Asistencia: 59 253 espectadores Árbitro(s): Carlos Simon | Asistencia: 59 253 espectadores Árbitro(s): Carlos Simon |

| 31 de octubre de 2000 | Vasco da Gama        | 1:0 (1:0) | Rosario Central | Estadio São Januário, Río de Janeiro |                                  |
|                       | Juninho Paulista 19' |           |                 | Árbitro(s): Mario Sánchez Yantén     | Árbitro(s): Mario Sánchez Yantén |

| 8 de noviembre de 2000 | Rosario Central                                          | 1:0 (0:0) (4:5 p.)         | Vasco da Gama                                                                 | Estadio Gigante de Arroyito, Rosario                      |                                                           |
|                        | Daniel Díaz 90+2'                                        |                            |                                                                               | Asistencia: 35 000 espectadores Árbitro(s): Carlos Torres | Asistencia: 35 000 espectadores Árbitro(s): Carlos Torres |
|                        |                                                          | Tiros desde el punto penal |                                                                               |                                                           |                                                           |
|                        | Vespa · Maceratesi · E. González · Daniel Díaz · Cáceres |                            | Romário · Jorginho Paulista · Viola · Juninho Paulista · Juninho Pernambucano |                                                           |                                                           |

| 31 de octubre de 2000 | Flamengo | 1:2 (0:0) | River Plate              | Estadio de Maracaná, Río de Janeiro                   |                                                       |
|                       | Juan 66' |           | Saviola 51' · Ortega 81' | Asistencia: 6 894 espectadores Árbitro(s): Óscar Ruiz | Asistencia: 6 894 espectadores Árbitro(s): Óscar Ruiz |

| 8 de noviembre de 2000 | River Plate                                         | 4:3 (0:0) | Flamengo                              | Estadio Monumental, Buenos Aires                              |                                                               |
|                        | Saviola 53' · Aimar 83' · Cardetti 87' · Ortega 90' |           | Edílson 46' · Juan 64' · Petković 84' | Asistencia: 12 000 espectadores Árbitro(s): Epifanio González | Asistencia: 12 000 espectadores Árbitro(s): Epifanio González |

### Semifinales
| 22 de noviembre de 2000 | Palmeiras                             | 4:1 (3:0) | Atlético Mineiro  | Estadio Palestra Itália, São Paulo |                          |
|                         | Tuta 1', 43' · Turra 3' · Basílio 78' |           | Caçapa 64' (pen.) | Árbitro(s): Carlos Simon           | Árbitro(s): Carlos Simon |

| 28 de noviembre de 2000 | Atlético Mineiro | 0:2 (0:0) | Palmeiras              | Estadio Mineirão, Belo Horizonte                                |                                                                 |
|                         |                  |           | Tuta 46' · Juninho 87' | Asistencia: 19 902 espectadores Árbitro(s): Oscar Roberto Godói | Asistencia: 19 902 espectadores Árbitro(s): Oscar Roberto Godói |

| 22 de noviembre de 2000 | River Plate  | 1:4 (0:2) | Vasco da Gama                                                         | Estadio Monumental, Buenos Aires                            |                                                             |
|                         | Cardetti 71' |           | Romário 22' · Júnior Baiano 32' · Juninho Paulista 51' · Pedrinho 65' | Asistencia: 35 000 espectadores Árbitro(s): Henry Cervantes | Asistencia: 35 000 espectadores Árbitro(s): Henry Cervantes |

| 30 de noviembre de 2000 | Vasco da Gama        | 1:0 (0:0) | River Plate | Estadio São Januário, Río de Janeiro                        |                                                             |
|                         | Juninho Paulista 46' |           |             | Asistencia: 20 000 espectadores Árbitro(s): Jorge Larrionda | Asistencia: 20 000 espectadores Árbitro(s): Jorge Larrionda |

### Final

#### Ida
| 6 de diciembre de 2000 | Vasco da Gama                          | 2:0 (1:0) | Palmeiras | Estadio São Januário, Río de Janeiro                       |                                                            |
|                        | Juninho Pernambucano 45' · Romário 77' |           |           | Asistencia: 25 000 espectadores Árbitro(s): Márcio Rezende | Asistencia: 25 000 espectadores Árbitro(s): Márcio Rezende |

#### Vuelta
| 13 de diciembre de 2000 | Palmeiras | 1:0 (1:0) | Vasco da Gama | Estadio Palestra Itália, São Paulo                              |                                                                 |
| | Neném 21' |           |               | Asistencia: 18 396 espectadores Árbitro(s): Oscar Roberto Godói | Asistencia: 18 396 espectadores Árbitro(s): Oscar Roberto Godói |
| Luego de este partido el entrenador Oswaldo de Oliveira del Vasco da Gama renunciaría a su cargo, debido a una pelea que tuvo con Eurico Miranda —presidente del Vasco da Gama—. En su lugar, fue reemplazado por Joel Santana. |           |           |               |                                                                 |                                                                 |

#### Partido desempate
| 20 de diciembre de 2000 | Palmeiras                               | 3:4 (3:0) | Vasco da Gama                                                | Estadio Palestra Itália, São Paulo                         |                                                            |
|                         | Arce 36' (pen.) · Magrão 37' · Tuta 45' |           | Romário 59' (pen.), 69' (pen.), 90+3' · Juninho Paulista 86' | Asistencia: 29 993 espectadores Árbitro(s): Márcio Rezende | Asistencia: 29 993 espectadores Árbitro(s): Márcio Rezende |

|                                   |
| Bandera de Brasil                 |
| Campeón Vasco da Gama 1.er título |

## Estadísticas

### Clasificación general
| Pos. | Equipo               | Pts | PJ | PG | PE | PP | GF | GC | Dif. | Rend.  |
| ---- | -------------------- | --- | -- | -- | -- | -- | -- | -- | ---- | ------ |
| 1    | Vasco da Gama        | 25  | 13 | 8  | 1  | 4  | 23 | 13 | 10   | 64,10% |
| 2    | Palmeiras            | 26  | 13 | 8  | 2  | 3  | 23 | 15 | 8    | 66,66% |
| 3    | River Plate          | 22  | 10 | 7  | 1  | 2  | 22 | 13 | 9    | 80%    |
| 4    | Atlético Mineiro     | 17  | 10 | 5  | 2  | 3  | 18 | 18 | 0    | 56,66% |
| 5    | Rosario Central      | 16  | 8  | 5  | 1  | 2  | 10 | 5  | 5    | 66,66% |
| 6    | Cruzeiro             | 13  | 8  | 4  | 1  | 3  | 15 | 9  | 6    | 54,16% |
| 7    | Boca Juniors         | 13  | 8  | 3  | 4  | 1  | 17 | 12 | 5    | 54,16% |
| 8    | Flamengo             | 11  | 8  | 3  | 1  | 4  | 16 | 13 | 3    | 50%    |
| 9    | Nacional             | 9   | 6  | 2  | 3  | 1  | 11 | 10 | 1    | 50%    |
| 10   | Olimpia              | 9   | 6  | 3  | 0  | 3  | 11 | 13 | –2   | 50%    |
| 11   | Peñarol              | 8   | 6  | 2  | 2  | 2  | 11 | 11 | 0    | 44,44% |
| 12   | São Paulo            | 7   | 6  | 2  | 1  | 3  | 13 | 13 | 0    | 38,88% |
| 13   | Independiente        | 7   | 6  | 2  | 1  | 3  | 9  | 10 | –1   | 38,88% |
| 14   | Cerro Porteño        | 7   | 6  | 2  | 1  | 3  | 13 | 16 | –3   | 38,88% |
| 15   | Colo-Colo            | 7   | 6  | 2  | 1  | 3  | 6  | 9  | –3   | 38,88% |
| 16   | Vélez Sarsfield      | 6   | 6  | 1  | 3  | 2  | 7  | 8  | –1   | 33,33% |
| 17   | San Lorenzo          | 3   | 6  | 1  | 0  | 5  | 8  | 15 | –7   | 16,66% |
| 18   | Corinthians          | 2   | 6  | 0  | 2  | 4  | 7  | 13 | –6   | 11,11% |
| 19   | Universidad Católica | 2   | 6  | 0  | 2  | 4  | 7  | 17 | –10  | 11,11% |
| 20   | Universidad de Chile | 1   | 6  | 0  | 1  | 5  | 4  | 15 | –11  | 0,05%  |

### Goleadores
| Jugador             | Club             | Goles |
| ------------------- | ---------------- | ----- |
| Romário             | Vasco da Gama    | 11    |
| Antonio Barijho     | Boca Juniors     | 6     |
| José María Franco   | Peñarol          | 5     |
| André Moreira Neles | Atlético Mineiro | 5     |
| Juninho Paulista    | Vasco da Gama    | 5     |
| Dejan Petković      | Flamengo         | 5     |
| Tuta                | Palmeiras        | 5     |